# Гончаров, Леонид Антонович
Леонид Антонович Гончаров (1903—1941) — лётчик-ас, командир 131-го истребительного авиационного полка, участник Великой Отечественной войны,подполковник Рабоче-крестьянской Красной Армии, Герой Советского Союза (1942).

## Биография
Леонид Гончаров родился 13 октября 1903 года в городе Краматорске (ныне — Донецкая область Украины) в рабочей семье).
Участвовал в Гражданской войне. Окончил кавалерийскую школу. В 1927 году Гончаров пошёл на службу в Военно-Воздушные Силы. В 1929 году он окончил школу лётчиков-наблюдателей, в 1929 году — курсы усовершенствования комсостава, в 1930 году — Качинскую военную авиационную школу лётчиков, в 1937 году — Высшую тактическую школу лётчиков. С первым дней Великой Отечественной войны — на её фронтах, командовал 131-м истребительным авиаполком 20-й смешанной авиадивизии 9-й армии Южного фронта.
За время своего участия в войне подполковник Леонид Гончаров совершил 69 боевых вылетов на штурмовку скоплений боевой техники и живой силы противника, нанеся тому значительный ущерб. 31 октября 1941 года Гончаров погиб в воздушном бою в районе Миллерово Ростовской области. Похоронен в городе Шахты.
Указом Президиума Верховного Совета СССР «О присвоении звания Героя Советского Союза начальствующему составу Военно-воздушных сил Красной Армии» от 6 июня 1942 года за «образцовое выполнение боевых заданий командования на фронте борьбы с немецкими захватчиками и проявленные при этом отвагу и геройство» посмертно удостоен высокого звания Героя Советского Союза. Также был награждён орденами Ленина и Красного Знамени.